# Islay
Se procura a província e distritos homónimos do Peru, veja Islay (província)
Islay é uma ilha no condado de Argyll no arquipélago de Hébridas (Escócia). Conhecida por uma grande criação de ovinos e pela produção de whiskies turfados. Abriga um campo de golfe utilizado no campeonato escocês.
A ilha possui dez destilarias: Ardbeg, Bowmore, Laphroaig, Lagavulin, Bruichladdich, Bunnahabhaim, Caol Ila, Kilchoman, Ardnahoe e Port Ellen.
A ilha é formada por cerca de 25 quilômetros de norte a sul e 20 quilômetros de leste a oeste. É um paraíso para aves e animais selvagens, possui farta flora e fauna e é adequada para a pesca de salmão em dois de seus rios e de truta em vários deles.
Anualmente é realizado o Festival de Islay Malt and Music, Feis Ile. Em 2025, foi realizado de 23 de maio a 31 de maio.

## Galeria

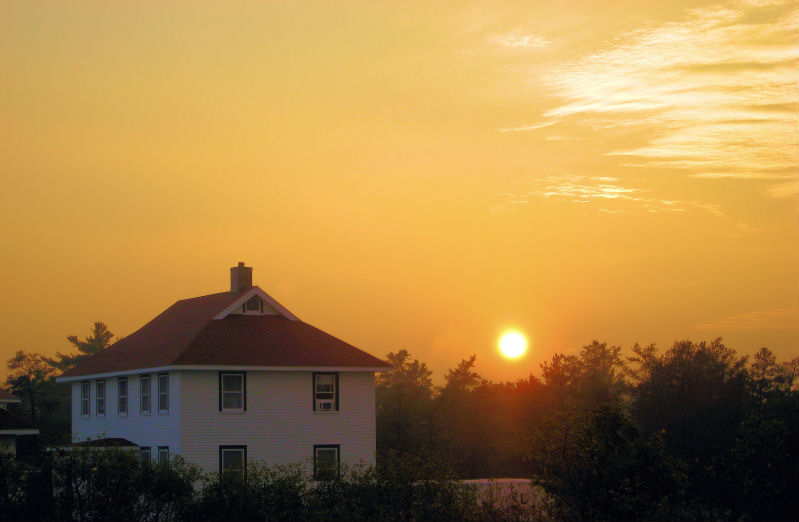
Pôr-do-sol nos Rhinns of Islay visto de um jardim de Bowmore (Islay)
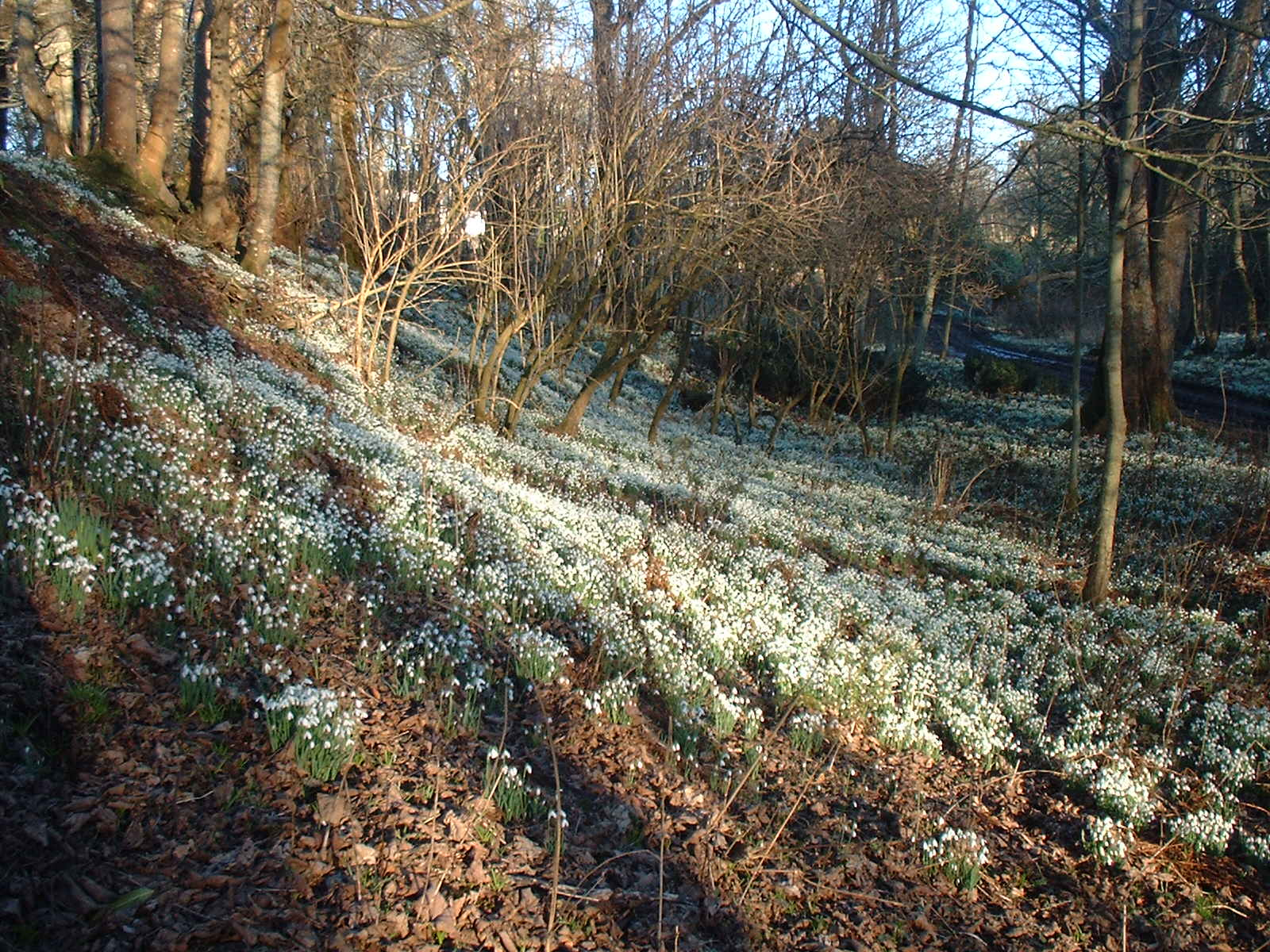
Bridgend woods em 2006
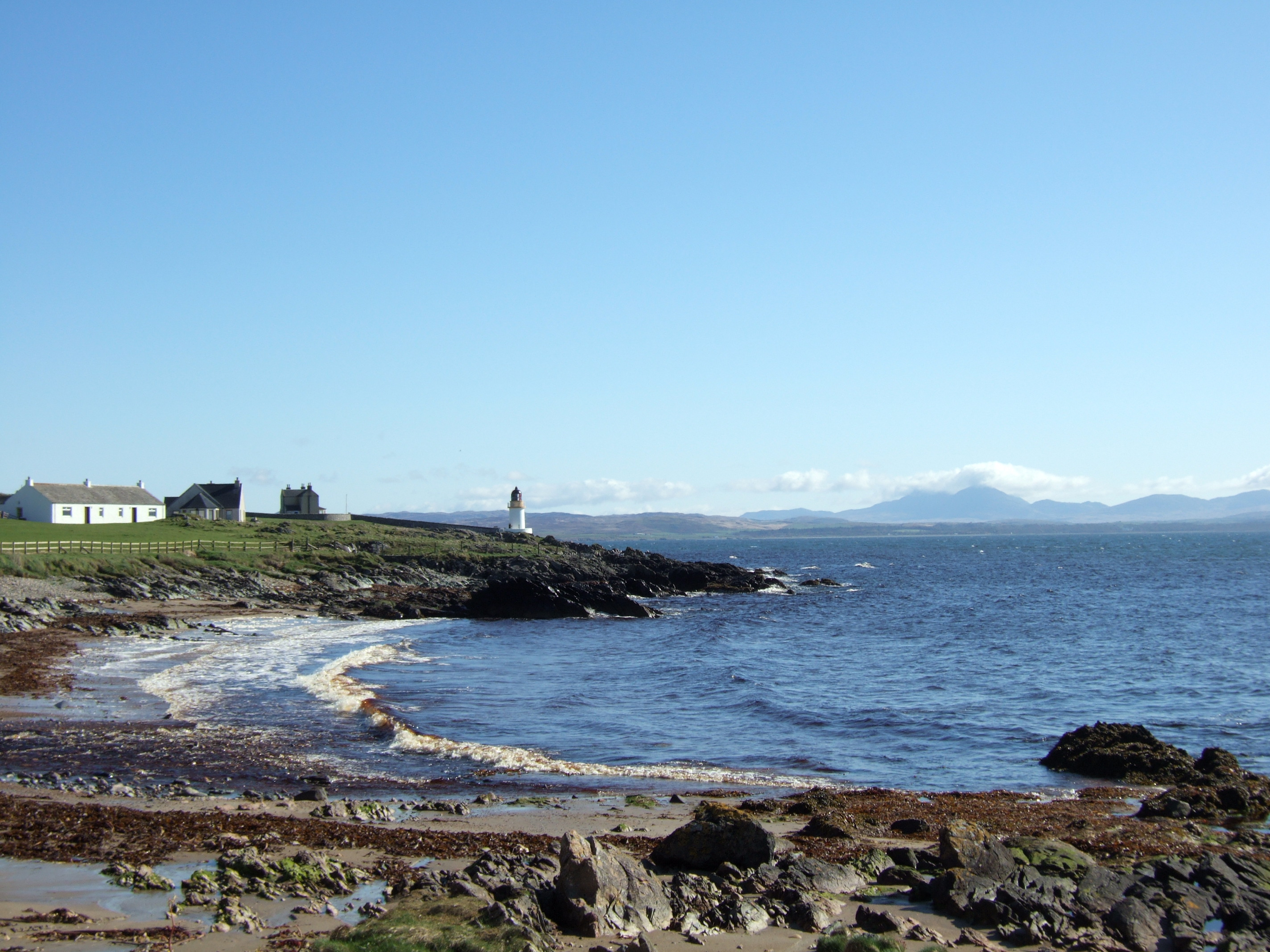
Loch Indaal visto de Port Charlotte
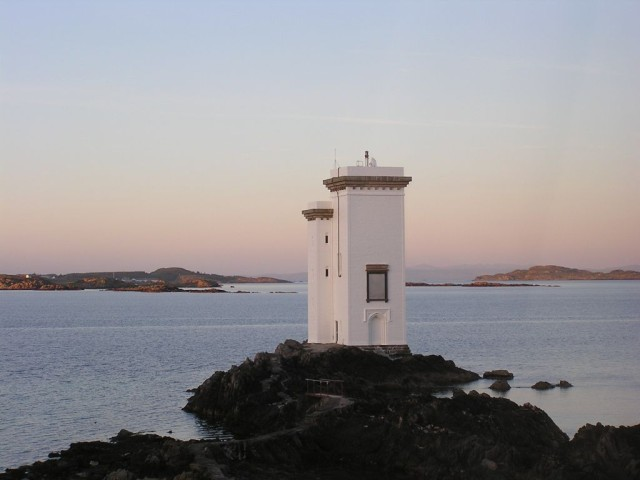
Farol em Carraig Fhada, Port Ellen
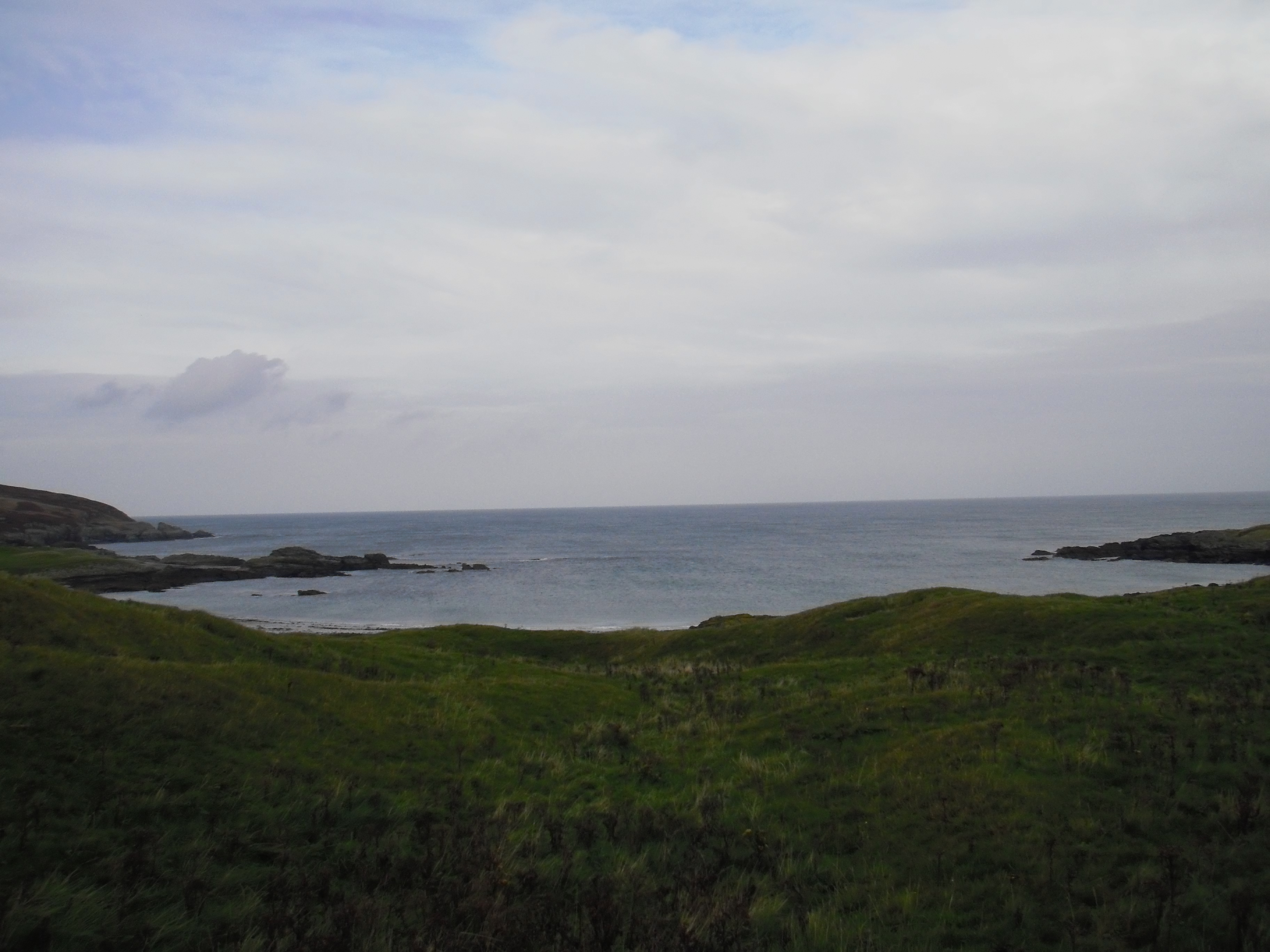
Sanaigmore Bay no outono